# جوسای
جوسای (به ژاپنی: 徳城塞) (به معنای ارگ) یک رمان تاریخی نوشتهٔ شیبا ریوتارو است. این رمان ابتدا از سال ۱۹۶۹ تا سال ۱۹۷۱ در مجله هفتگی چاپ می‌شد. پس از آن انتشارات شرکت شینچو آن را در سال ۱۹۷۱ در ۲ جلد به چاپ رساند و پس از آن چندین بار تجدید چاپ شده است. این کتاب همراه با کتاب هائو نو ایه  (در مورد دوران کودکی ایه‌یاسو) و سکیگاهارا (رمان) مجموعاً یک رمان سه جلدی در مورد زندگی توکوگاوا ایه‌یاسو را تشکیل می‌دهد.